# Un papa en or

Un papa en or (Ein Baby zum Verlieben) est un téléfilm allemand, réalisé par Hartmut Griesmayr, et diffusé en 2004.

## Synopsis
Afin de pouvoir remettre un projet de gestion du trafic, Leo Fink fait croire qu'il est le père du bébé de sa voisine (Antonia Sandman). En effet à la suite d'une inondation provoquée par celle-ci, son projet a pris du retard, et constatant que la personne à qui il doit remettre son projet adore les bébés ... en faisant cela il espère avoir un délais supplémentaire pour remettre son travail.

## Fiche technique
- Titre allemand : Ein Baby zum Verlieben
- Réalisation : Hartmut Griesmayr
- Scénario : Monika Peetz
- Photographie : Hans-Jörg Allgeier
- Musique : Joe Mubare
- Durée : 90 min

## Distribution
- Anica Dobra : Antonia Sandmann
- Bernhard Schir : Leo Fink
- Dieter Landuris : Stefan Grenz
- Katharina Müller-Elmau : Docteur Vera Becker
- Max Gertsch : Georg Kriewitz jr.
- Maren Kroymann : Hilda
- Bernd Gnann : Herr Schnöbel